# Drenovčić
Dranashiq en albanais et Drenovčić en serbe latin (en serbe cyrillique : Дреновчић) est une localité du Kosovo située dans la commune/municipalité de Klinë/Klina et dans le district de Pejë/Peć. Selon le recensement kosovar de 2011, elle compte 21 habitants.

## Démographie

### Évolution historique de la population dans la localité
| 1948 | 1953 | 1961 | 1971 | 1981 | 1991 | 2011 |
| ---- | ---- | ---- | ---- | ---- | ---- | ---- |
| 209  | 259  | 298  | 271  | 212  | 169  | 21   |

|  |

### Répartition de la population par nationalités (2011)
En 2011, les Égyptiens représentaient 57,14 % de la population et les Albanais 42,86 %.